# Xserve
Xserve — линия компьютеров для стоек, разработанных Apple Inc. для использования в качестве серверов. Линейка Xserve была представлена в 2002 году как компьютеры для сетевого оборудования, так же как и Apple Network Server в 1996 году (в то же время, обычные G3 и G4 модели Power Macintosh были ребрендированы, как G3 Macintosh Server и G4 Macintosh Server, с некоторыми изменениями в аппаратных средствах, такие как: добавление карты Gigabit Ethernet, карты SCSI, дополнительных больших и быстрых жёстких дисков и т. д., и поставляются вместе с программным обеспечением Mac OS X Server.) первоначально Xserve поставлялся с одним или двумя процессорами PowerPC G4, но позже поставлялся с новым PowerPC G5, а затем снова с двумя четырёхъядерными процессорами Intel Nehalem.
Xserve может быть использован для различных приложений, включая файловые серверы, веб-серверы или даже высокопроизводительные вычислительные приложения, использующие кластеризацию — выделенные кластера Xserve, другими словами Xserve Cluster Node, без видеокарты и оптического привода. 5 ноября 2010 года компания Apple объявила о том, что линия Xserve будет прекращена 31 января 2011 года и заменяется на Mac Pro Server и Mac Mini Server.

## Xserve G4
Apple представила Xserve 14 мая 2002 года (выпущен в июне). Первоначально два варианта конфигурации были доступны: один процессор Xserve в США $ 2999 и двухпроцессорный Xserve $ 3999. Xserve продавались до 24 августа 2002 года в комплект поставки входила Mac OS X v10.1 "Puma" Server.
10 февраля 2003 года компания Apple выпустила улучшенную и расширенную линейку Xserve. Улучшения включали один или два процессора PowerPC G4 1,33 ГГц, более быструю память, и Ultra ATA для жестких дисков большей емкости. Передняя панель была переработана для щелевой загрузкой оптических дисков. Новая модель, Xserve Cluster Node был объявлен по той же цене, что и однопроцессорной Xserve, с двумя 1,33 процессорами ГГц, но без оптического привода, с единственным отсеком для жесткого диска, ни видео, ни Ethernet карт, а также версии 10-клиентского сервера "Jaguar".
2 апреля 2003 года Xserve RAID был введен, обеспечивая гораздо более высокую пропускную способность и более высокую пропускную способность дисковой подсистемы для Xserve.
| Устройство                        | Xserve G4                                                                           | Xserve G4 (Slot Load)                                                                  | Xserve G4 Cluster Node                                |
| --------------------------------- | ----------------------------------------------------------------------------------- | -------------------------------------------------------------------------------------- | ----------------------------------------------------- |
| Модель                            | RackMac1,1                                                                          | RackMac1,2                                                                             | RackMac1,2                                            |
| Процессор                         | 1 Ghz или Два 1 GHz                                                                 | 1.33 GHz или Два 1.33 GHz                                                              | Два 1.33 GHz                                          |
| Кэш процессора                    | 64 КБ L1, 256 КБ (1:1) L2, 2 МБ L3 (Каждый процессор)                               | 64 КБ L1, 256 КБ (1:1) L2, 2 МБ L3 (Каждый процессор)                                  | 64 КБ L1, 256 КБ (1:1) L2, 2 МБ L3 (Каждый процессор) |
| Шина                              | 133 MHz                                                                             | 167 MHz                                                                                | 167 MHz                                               |
| Память                            | 256 MB of PC2100 DDR SDRAM (1 GHz) 512 MB of PC2100 DDR SDRAM (DP 1 GHz) До 2 ГБ    | 256 MB of PC2700 DDR SDRAM (1.33 GHz) 512 MB of PC2700 DDR SDRAM (DP 1.33 GHz) До 2 ГБ | 256 MB of PC2700 DDR SDRAM До 2 ГБ                    |
| Графика                           | PCI Graphics with 32 MB of DDR SDRAM Дополнительно ATI Radeon 8500 (AGP 4x)         | ATI PCI Graphics with 32 MB of DDR SDRAM Дополнительно AGP 4x card с 64 МБ DDR SDRAM   | Нет                                                   |
| Жёсткий диск                      | 60 или 120 ГБ 7200-rpm ATA До 4x 120 ГБ (480 ГБ)                                    | 60 ГБ 7200-rpm ATA До 4x 180 ГБ (720 ГБ)                                               | 60 ГБ 7200-rpm ATA                                    |
| Жёсткий диск                      | Ultra ATA/100 (Optional Ultra 160 SCSI) 4 отсека                                    | Ultra ATA/133 4 отсека                                                                 | Ultra ATA/133                                         |
| Оптический привод                 | CD-ROM                                                                              | CD-ROM или CD-RW/DVD-ROM Комбо                                                         | Нет                                                   |
| Соединение                        | 2x Гигабитных Ethernet (На одной PCI карте)                                         | 2x Гигабитных Ethernet (На одной PCI карте)                                            | 1x Гигабитный Ethernet                                |
| Дополнительные (внутренние) порты | 2x 64-bit 66 MHz PCI слота 1x 66 MHz PCI/AGP слот (Используется для Ethernet карты) | 2x 64-bit 66 MHz PCI слота 1x 66 MHz PCI/AGP слот (Используется для Ethernet карты)    | 2x 64-bit 66 MHz PCI слота                            |
| Периферия                         | 2x USB 1.1 3x Firewire 400 1x RS-232                                                | 2x USB 1.1 1x Firewire 400 2x Firewire 800 1x RS-232                                   | 2x USB 1.1 1x Firewire 400 2x Firewire 800 1x RS-232  |
| Видео выход                       | VGA                                                                                 | VGA или VGA, DVI и S-Video с AGP 4x card                                               | Нет                                                   |
| Максимальная версия ОС            | Mac OS X Server 10.5.8 "Leopard"                                                    | Mac OS X Server 10.5.8 "Leopard"                                                       | Mac OS X Server 10.5.8 "Leopard"                      |
| Вес                               | 11.8 кг (26 фунтов)                                                                 | 11.8 кг (26 фунтов)                                                                    | 11.8 кг (26 фунтов)                                   |

## Xserve G5
6 января 2004 года компания Apple представила Xserve G5, переработанный Xserve производительнее, чем Xserve G4. 32-разрядные PowerPC G4 были заменены на один или два 64-битных PowerPC 970 процессора, работающих на частоте 2 ГГц. Вопросы вентиляции ограничили его до трех SATA с возможностью горячей замены отсеков для дисков, с оригинальным пространством для четвертого отсек привода, используемого для вентиляционных отверстий. Передняя панель и оптический привод с щелевой загрузкой были сохранены с последнего Xserve G4. Чем выше объем памяти и пропускной способности, а также тем сильнее производительность с плавающей точкой PowerPC 970 сделал его более подходящим для высокопроизводительных вычислений (HPC) приложений.
Были доступны три варианта конфигурации: модель однопроцессорная $ 2999, модель двухпроцессорная в $ 3999, а модель Cluster Node также с двухпроцессорных (с неизменным внешним видом от Cluster G4) в $ 2999.
3 января 2005 года компания Apple обновила Xserve G5 с более быстрыми процессорами в двухпроцессорных конфигурациях. Оптический привод c щелевой загрузкой был повышен до стандарта CD-RW комбинированный DVD-ROM, DVD - / + RW опционально. Вскоре после того, Apple обновила Xserve и Xserve RAID, чтобы разрешить использование 500 Гб жестких дисков.
Модели Xserve G5 до апреля 2005 года поставлялись с Mac OS X v10.3 "Panther", после апреля 2005 года входит в комплект поставки Mac OS X v10.4 "Tiger".
| Устройство                        | Xserve G5                                                   | Xserve G5 Cluster Node                                      |                                  |
| --------------------------------- | ----------------------------------------------------------- | ----------------------------------------------------------- | -------------------------------- |
| Модель                            | RackMac3,1                                                  | RackMac3,1                                                  |                                  |
| Процессор                         | 2 GHz, Два 2 GHz или Dual 2.3 GHz                           | Два 2 GHz или Dual 2.3 GHz                                  |                                  |
| Кэш процессора                    | 512 КБ L2                                                   | 512 КБ L2                                                   |                                  |
| Шина                              | 1 GHz (2.0 GHz SP или DP) 1.15 GHz (2.3 GHz DP)             | 1 GHz (2.0 GHz SP или DP) 1.15 GHz (2.3 GHz DP)             |                                  |
| Память                            | 512 MB или 1 GB of 400 MHz PC3200 ECC DDR SDRAM До 16 GB    | 512 MB 400 MHz PC3200 ECC DDR SDRAM До 16 GB                |                                  |
| Графика                           | Нет Дополнительная PCI карта                                | Нет Дополнительная PCI карта                                |                                  |
| Жёсткий диск                      | 80 ГБ До 3x 500 ГБ (1.5 ТБ)                                 | 80 ГБ                                                       |                                  |
| Жёсткий диск                      | Serial ATA 7200-rpm 3 отсека                                | Serial ATA 7200-rpm                                         |                                  |
| Оптический привод                 | CD-ROM, CD-RW/DVD-ROM Combo Drive or DVD-RW SuperDrive      | Нет                                                         |                                  |
| Соединение                        | 2x Гигабитный Ethernet                                      | 2x Гигабитный Ethernet                                      |                                  |
| Дополнительные (внутренние) порты | 2x 64-битных PCI-X слота                                    | 2x 64-битных PCI-X слота                                    |                                  |
| Периферия                         | 2x USB 2.0 2x Firewire 800 1x Firewire 400 1x RS-232 serial | 2x USB 2.0 2x Firewire 800 1x Firewire 400 1x RS-232 serial |                                  |
| Видео выход                       | Нет (VGA с дополнительной PCI картой)                       | Нет (VGA с дополнительной PCI картой)                       |                                  |
| Максимальная версия ОС            | Mac OS X Server 10.5.8 "Leopard"                            | Mac OS X Server 10.5.8 "Leopard"                            | Mac OS X Server 10.5.8 "Leopard" |
| Вес                               | 15.1 кг (33 фунта)                                          | 15.1 кг (33 фунта)                                          | 15.1 кг (33 фунта)               |

## Intel Xserve
Xserve на базе Intel были анонсированы на WWDC 7 августа 2006 года. Они значительно быстрее по сравнению с Xserve G5. Используют процессоры Intel Xeon (ядро «Woodcrest»), оперативную память DDR2 ECC FB-DIMM, графику ATI Radeon. Максимальный объём накопителей – 2,25 ТБ (при использовании трёх дисков по 750 ГБ). На материнской плате теперь присутствует разъём для видеокарт. Также имеются дополнительные резервные блоки питания и стойки форм-фактора 1U.
8 января 2008 Xserve был обновлён и получил процессоры Intel Xeon (ядро «Harpertown»), более быструю оперативную память, а максимальную ёмкость накопителей увеличилась до 3 ТБ (при использовании трёх дисков по 1 ТБ). Находящийся спереди порт FireWire 400 был зааменён на USB 2.0. Продажа Xserve RAID была прекращена 19 февраля 2008 года.
7 апреля 2009 Xserve был обновлён: теперь используются процессоры Intel Xeon (ядро «Gainestown»), оперативная память типа DDR3 и графика NVIDIA с выходом Mini DisplayPort. Также увеличилась максимальной ёмкость накопителей до 6 ТБ (при использовании трёх дисков по 2 ТБ). Появилась возможность добавить загрузочный SSD, который не занимает отсек для дисковода. Добавление загрузочного SSD-накопителя позволяет заменять диски в то время, как сервер остаётся в Интернете. Данная модель была также первой, в которой не использовались ПВХ для внутренних кабелей и компонентов, а также не содержались бромированные огнестойкие добавки.
28 августа 2009 Xserve был обновлён. Теперь он поставляется с операционной системой Mac OS X 10.6 Server. Добавлена поддержка до 96 ГБ оперативной памяти (конфигурации, которая в настоящее время не поддерживается Xserve на системной плате). [3]
5 ноября 2010 года компания Apple объявила о том, что Xserve разрабатываться и выпускаться больше не будет. Заказать текущую модель можно было до 31 января 2011 года. Несмотря на то, что все гарантии и расширенные программы поддержки были действительны до их окончания, Apple предложила пользователям переключиться на Mac Pro Server, или Mac Mini Server.
| Устройство                        | Xserve (Late 2006) | Xserve (Early 2008) | Xserve (2009) |
| --------------------------------- | --- | --- | --- |
| Модель                            | Xserve1,1 | Xserve2,1 | Xserve3,1 |
| Процессор                         | Два 2 GHz, Два 2.66 GHz, или Два 3 GHz двухъядерных Intel Xeon 5100                                                           | 2.8 GHz, Два 2.8 GHz, или Два 3 GHz четырёхъядерных Intel Xeon 5400                                                                                            | 2.26 GHz, Два 2.26 GHz, Два 2.66 GHz, или Два 2.93 GHz четырёхъядерных Intel Xeon 5500                                                      |
| Кэш процессора                    | 1 МБ L2 (Каждый процессор) | 2 МБ L2 (Каждый процессор) | 4x 256 КБ L2; 8 МБ L3 (Каждый процессор) |
| Шина                              | 1333 MHz (Каждый процессор)                                                                                                   | 1600 MHz Front side bus (Каждый процессор) | QPI |
| Память                            | 1 GB of 667 MHz PC2-5300 Fully Buffered ECC DDR2 SDRAM До 32 ГБ                                                               | 2 GB of 800 MHz PC2-6400 Fully Buffered ECC DDR2 SDRAM До 32 ГБ                                                                                                | 3 GB of 1066 MHz PC3-8500 ECC DDR3 SDRAM До 24 ГБ (4-ядерный) или 48 ГБ (8-ядерный) Неофициально 48 ГБ(4-ядерный) или 96 ГБ (8-ядерный)     |
| Графика                           | ATI Radeon X1300 с 64 МБ GDDR3 SDRAM Дополнительно ATI Radeon X1300 с 256 МБ DDR2 SDRAM                                       | ATI Radeon X1300 с 64 МБ GDDR3 SDRAM | NVIDIA GeForce GT 120 с 256 МБ GDDR3 SDRAM                                                                                                  |
| Жёсткий диск                      | 80 ГБ SATA SATA: До 3x 750 ГБ (2.25 ТБ) SAS: До 3x 300 ГБ (900 ГБ)                                                            | 80 ГБ SATA SATA: До 3x 1 ТБ (3 ТБ) SAS: До 3x 450 ГБ (1.35 ТБ)                                                                                                 | 160 GB SATA SATA: До 3x 2 ТБ (6 ТБ) SAS: До 3x 450 ГБ (1.35 ТБ)                                                                             |
| Жёсткий диск                      | Serial ATA 5400-rpm 3 отсека                                                                                                  | Serial ATA 5400-rpm 3 отсека | SAS 15000-rpm Дополнительно 128 ГБ SSD(Загрузочный) 3 отсека                                                                                |
| Оптический привод                 | CD-RW/DVD-ROM Combo Drive или DVD-RW DL SuperDrive                                                                            | DVD-RW DL SuperDrive | DVD-RW DL SuperDrive |
| Соединение                        | 2x Гигабитных Ethernet | 2x Гигабитных Ethernet | 2x Гигабитных Ethernet |
| Дополнительные (внутренние) порты | PCIe ×8 1x слот (PCIe ×8 or 133 MHz PCI-X)                                                                                    | 1x PCIe 2.0 ×16 1x слот (PCIe 2.0 ×8 or 133 MHz PCI-X) | 2x PCIe 2.0 ×16 |
| Периферия                         | 2x USB 1.1 2x Firewire 800 1x Firewire 400 1x RS-232                                                                          | 3x USB 2.0 2x Firewire 800 1x RS-232 | 3x USB 2.0 2x Firewire 800 1x RS-232 |
| Видео выход                       | Mini-DVI (VGA с адаптером) двойной DVI с дополнительной ATI видеокартой                                                       | Mini-DVI (VGA с адаптером) двойной DVI с дополнительной ATI видеокартой                                                                                        | Mini DisplayPort |
| Максимальная версия ОС            | OS X 10.7 OS X Server "Lion" (Неофициально может запускать более новые версии ОС, но с новой видеокартой и с эмуляцией EFI64) | OS X 10.7 Server "Lion" (Неофициально можно запускать более новые версии, до macOS "Catalina" с помощью macOS Catalina Patcher, но только с новой видеокартой) | OS X 10.11 "El Capitan" официально, (Неофициально можно запускать более новые версии, до macOS "Catalina" с помощью macOS Catalina Patcher) |
| Вес                               | 14.4 кг (31.7 фунта) | 14.4 кг (31.7 фунта) | 14 кг (30.86 фунта) |